# OmniOutliner
OmniOutliner ist ein Gliederungseditor für OS X und iOS, der von der Omni Group vertrieben wird. Während einiger Zeit (2006–2007) wurde die Standardversion mit bestimmten Apple Computern mitgeliefert.  Das Programm wurde 2005 mit dem Apple Design Award ausgezeichnet. Die aktuelle Version 4.x setzt MacOS 10.9 voraus und erhielt eine komplette Neuprogrammierung durch den Hersteller. Das Dateiformat .oo3 wurde aus der Version 3 übernommen und damit ist eine Abwärtskompatibilität weiterhin gegeben. Es gibt sowohl eine Standard wie auch eine Pro-Ausgabe. Beide Editionen können über den MacAppStore oder direkt gekauft werden. 